# Агильмай
Агильмай (Агельмай) — упразднённый населённый пункт в Заларинском районе Иркутской области России. Входил в состав Тыретского муниципального образования. Ныне его территория входит в Ханжиновское муниципальное образование.

## История
На 1929 год существовали населённые пункты Нижний Агельмай (основан в 1844 году, население на 1926 год составляло 97 человек (47 мужчин и 50 женщин), насчитывалось 20 дворов, входил в Тыретский сельсовет с центром в посёлке Тыреть 1-й), Средний и Верхний Агельмай (основаны в 1845 и 1916 годах соответственно, население составляло 40 (23 мужчины и 17 женщин) и 164 (71 мужчина и 93 женщины) человека соответственно, домов 7 и 30, оба входили в Ханжиновский сельсовет). Позже населённые пункты объединились в один, где насчитывалось от 30 до 40 домов, одна улица длиной более километра вдоль реки Унга. В деревне функционировали начальная школа, птицеферма, молочно-товарная ферма, конюшня, овчарни, кузница, клуб. В период перестройки функционировавшая в деревне ферма была закрыта, и вскоре населённый пункт опустел.